# Île Howe
Île Howe ist die drittgrößte Insel des französischen Kerguelen-Archipels im südlichen Indischen Ozean. Sie wurde im Jahr 1772 entdeckt. Die Insel ist vulkanischen Ursprungs und unbewohnt.

## Geographie
Île Howe hat eine Länge von 8 km und weist eine Fläche von 51 km² auf. Die höchste Erhebung ist der Mont des Moutons mit 245 m über dem Meer.